# Přestavlky (Plzeň)
Přestavlky é uma comuna checa localizada na região de Plzeň, distrito de Plzeň-jih.